# День ведомственной (военизированной) охраны железнодорожного транспорта
День ведомственной (военизированной) охраны железнодорожного транспорта — неофициальный профессиональный праздник работников подразделений ведомственной (военизированной) охраны железнодорожного транспорта, осуществляющих деятельность по охране (защите от противоправных посягательств и пожаров) грузов в пути следования и на железнодорожных станциях, объектов инфраструктуры и прилегающих к ним территорий и акваторий, проведению профилактических мероприятий по предупреждению правонарушений на железнодорожном транспорте. Отмечается в некоторых странах постсоветского пространства (Россия, Казахстан, Беларусь) ежегодно, 9 декабря

### История праздника
Первой датой праздника вооруженной Охраны Путей Сообщения НКПС СССР, установленной постановлением Первого Всесоюзного съезда Начальников Охраны железных дорог, было 30 сентября. Праздник отмечался впервые в 1926 году.
В последующем дата праздника была изменена и привязана к 9 декабря 1921 года, дню, когда  по инициативе Ф. Э. Дзержинского принят Декрет ВЦИК и СТО РСФСР «Об охране складов, пакгаузов и кладовых, а равно сооружений на железнодорожных и водных путях сообщения», в соответствии с которым в структуре НКПС РСФСР была создана вооруженная Охрана Путей Сообщения.
Дата подписания указанного Декрета отмечается всеми, кто имел отношение к охране железнодорожного транспорта, как ведомственный праздник.
В связи с изменением наименования железнодорожной охраны, а также образованием после 1991 года независимых стран в разные годы праздник назывался по-разному:
- День Военизированной охраны НКПС СССР
- День Военизированной охраны Министерства путей сообщения СССР[6]

- После 1991 года:
  - В России:
    - День Военизированной охраны Министерства путей сообщения Российской Федерации
    - День Ведомственной охраны Министерства путей сообщения Российской Федерации
    - День Ведомственной охраны железнодорожного транспорта Российской Федерации

  - В Казахстане — День образования военизированной охраны[7]
  - В Беларуси — День военизированной охраны Белорусской железной дороги[8]